# Elymus cayouetteorum
Elymus cayouetteorum là một loài thực vật có hoa trong họ Hòa thảo. Loài này được (B. Boivin) Barkworth mô tả khoa học đầu tiên năm 2006.